# Giuseppe Atzeni
Giuseppe Atzeni (Altdorf, 8 april 1978) is een Zwitsers voormalig weg- ,baanwielrenner en veldrijder. 

## Carrière
Atzeni maakte deel uit van de ploeg die in 2005 de ploegentijdrit won in de Ronde van El Salvador. Hij behaalde enkele ereplaatsen in veldritten zoals een tweede plaats Ottikon in 2002. 
Als baanwielrenner nam hij deel aan verschillende zesdaagse maar hij wist er geen te winnen. Zijn grootste successen behaalde hij in het stayeren, een discipline waar hij in 2006, 2009 en 2010 Europees kampioen in werd. 

## Palmares

### Weg
2005
2e etappe Ronde van El Salvador, (ploegentijdrit)

### Baan
| Jaar | ZK                        | EK           | WK | Overige                                             |
| ---- | ------------------------- | ------------ | -- | --------------------------------------------------- |
| 2003 | stayeren                  |              |    |                                                     |
| 2004 | stayeren                  |              |    |                                                     |
| 2005 | stayeren                  | 5e derny     |    |                                                     |
| 2006 | stayeren · koppelkoers    | stayeren     |    | Mexico-Stad · Aguascalientes · WB Sydney: · scratch |
| 2007 | stayeren                  |              |    |                                                     |
| 2008 | stayeren                  | 7e derny     |    |                                                     |
| 2009 | stayeren                  | stayeren     |    |                                                     |
| 2010 | stayeren · 7e puntenkoers | stayeren     |    |                                                     |
| 2011 | stayeren                  | stayeren     |    |                                                     |
| 2012 | stayeren                  |              |    |                                                     |
| 2013 | stayeren                  | stayeren     |    |                                                     |
| 2014 | stayeren                  | 4e stayeren  |    |                                                     |
| 2015 | stayeren                  |              |    |                                                     |
| 2016 | stayeren                  | stayeren     |    |                                                     |
| 2017 | stayeren                  |              |    |                                                     |
| 2018 | stayeren                  |              |    |                                                     |
| 2021 | stayeren                  |              |    |                                                     |
| 2022 |                           | stayeren     |    |                                                     |
| 2023 |                           | DNF stayeren |    |                                                     |